# Gerechtelijk arrondissement West-Vlaanderen
Het gerechtelijk arrondissement West-Vlaanderen is een van de twee gerechtelijk arrondissementen in het gerechtelijk gebied Gent. Het valt samen met de grenzen van de provincie West-Vlaanderen. Het gerechtelijk arrondissement West-Vlaanderen heeft vier afdelingen (Brugge, Kortrijk, Veurne en Ieper), 17 gerechtelijk kantons en 64 gemeenten. De gerechtelijke kantons zijn Brugge 1-4, Ieper, Izegem, Kortrijk 1 & 2, Menen, Oostende 1 & 2, Poperinge, Roeselare, Tielt, Torhout, Veurne en Waregem.
Het gerechtelijk arrondissement ontstond op 1 april 2014 als gevolg van de gewijzigde gerechtelijke indeling van België en omvat de voormalige gerechtelijke arrondissementen Brugge, Kortrijk, Veurne en Ieper.
Het arrondissement is zetel van een van de 12 rechtbanken van eerste aanleg van België. Ook deze rechtbank heeft vier afdelingen, in Brugge, Kortrijk, Veurne en Ieper.